# Hällefors (Gemeinde)
Koordinaten: 59° 47′ N, 14° 32′ O

Hällefors ist eine Gemeinde (schwedisch kommun) in der schwedischen Provinz Örebro län und der historischen Provinz Västmanland. Der Hauptort der Gemeinde ist Hällefors.

## Orte
Folgende Orte sind Ortschaften (tätorter):
- Grythyttan
- Hällefors

## Wissenswertes
Die erfolgreiche schwedische Abenteuerserie Das Gold am Krähenberg von 1969, wurde sowohl in, als auch im Umfeld der Kleinstadt Grythyttan gedreht.

## Gemeindepartnerschaften
Hällefors unterhält Partnerschaften mit der niedersächsischen Stadt Lüchow (Wendland), dem finnischen Pohja und der norwegischen Kommune Orkdal.

## Persönlichkeiten
- Jonas Wenström (1855–1893), Starkstrom-Ingenieur
- Torgny Mogren (* 1963), Skilangläufer
- Marja Elfman (* 1972), Freestyle-Skierin